# Арберг
Арберг (нім. Arberg) — громада в Німеччині, розташована в землі Баварія. Підпорядковується адміністративному округу Середня Франконія. Входить до складу району Ансбах.
Площа — 31,31 км2. Населення становить 2251 ос. (станом на 31 грудня 2020).